# Brijesnica
Brijesnica (en serbe cyrillique : Бријесница) est un village de Bosnie-Herzégovine. Il est situé sur le territoire de la ville de Bijeljina et dans la république serbe de Bosnie. Selon les premiers résultats du recensement bosnien de 2013, il ne compte plus aucun habitant.

## Géographie
Le village est situé à l'ouest de Bijeljina, sur les rives de la Brijesnica et au bord de la Ljeljenačka Dašnica.

## Démographie

### Évolution historique de la population dans la localité
| 1948 | 1953 | 1961 | 1971 | 1981 | 1991 | 2013 |
| ---- | ---- | ---- | ---- | ---- | ---- | ---- |
| 204  | 219  | 247  | 218  | 222  | 195  | 0    |

|  |

### Répartition de la population par nationalités (1991)
En 1991, les 195 habitants du village étaient tous serbes.